# Норкобилов, Бахромжон Тураевич
Бахромжон Тураевич Норкобилов (узб. Bahromjon To’rayevich Norqobilov; род. в 1973 году, Камашинский район, Кашкадарьинская область, Узбекская ССР) — узбекский государственный деятель, председатель Государственного комитета ветеринарии и развития животноводства Узбекистана.

## Биография
Бахромжон Норкобилов родился в 1973 году в Камашинском районе Кашкадарьинской области. В 1995 году окончил Самаркандский сельскохозяйственный институт (ныне Самаркандский институт ветеринарной медицины).
С 2014 по 2017 год являлся начальником Главного государственного управления ветеринарии при Министерстве сельского и водного хозяйства Республики Узбекистан. 1 июня 2017 года президент Узбекистана Шавкат Мирзиёев подписал постановление о создании на базе управления Государственного комитета ветеринарии Республики Узбекистан, а 27 июня Бахромжон Норкобилов решением президента был назначен и.о председателя Государственного комитета ветеринарии. С марта 2019 года — председатель Государственного комитета ветеринарии. 24 января 2020 года был утверждён в должности председателя Государственного комитета ветеринарии и животноводства Республики Узбекистан.
22 октября 2020 года Норкобилов избран председателем Межправительственного совета по сотрудничеству в области ветеринарии государств-участников СНГ.
В 2024 году награждён медалью «Содик хизматлари учун».